# Régulateur à boules
 (juillet 2023).
Si vous disposez d'ouvrages ou d'articles de référence ou si vous connaissez des sites web de qualité traitant du thème abordé ici, merci de compléter l'article en donnant les références utiles à sa vérifiabilité et en les liant à la section « Notes et références ».

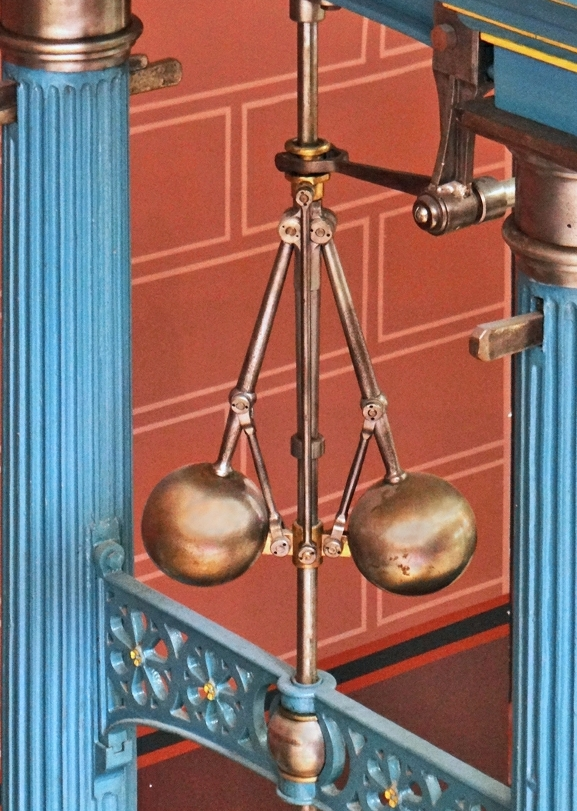
Régulateur à boules.

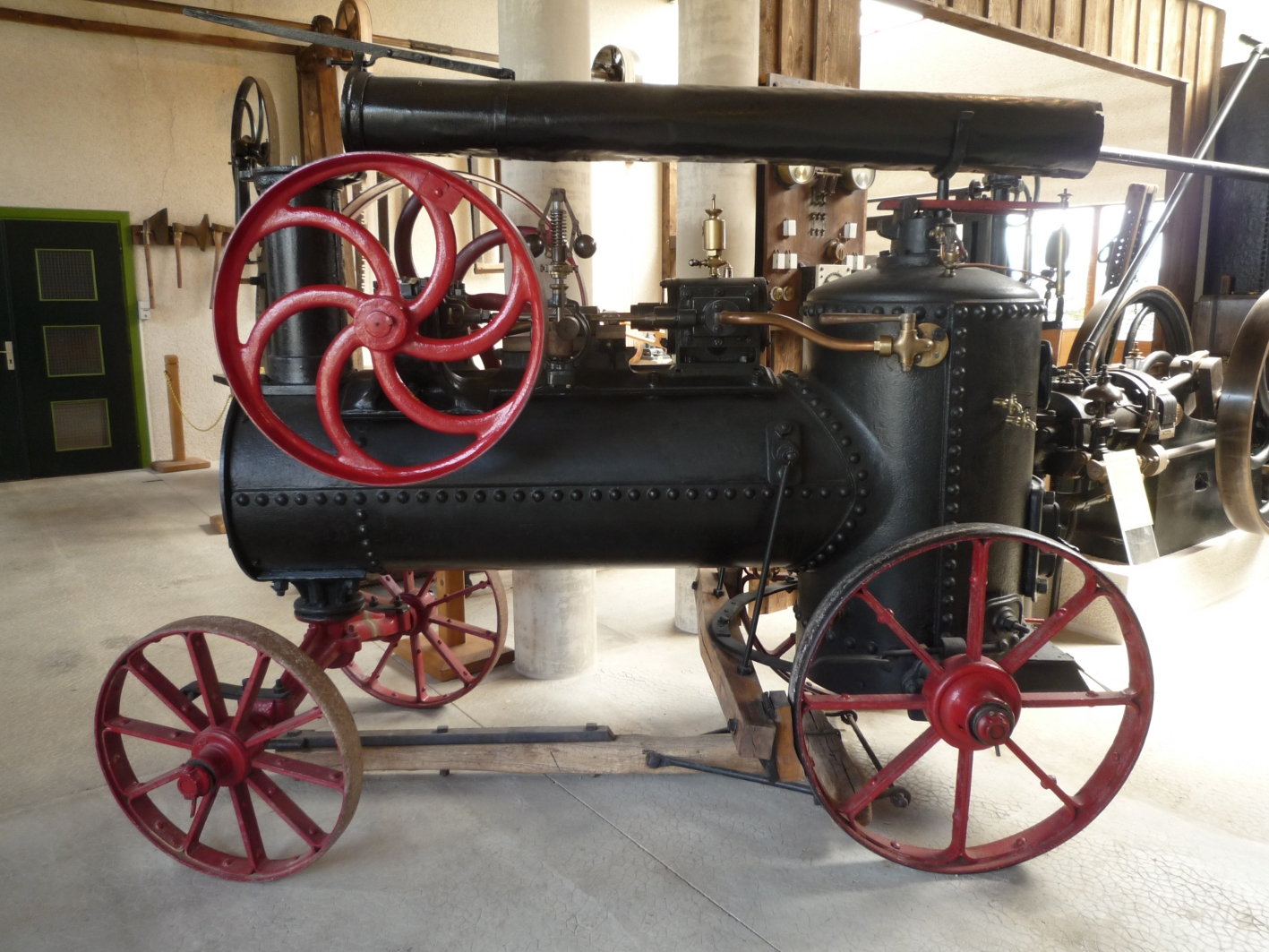

Le régulateur à boules de James Watt est un système permettant de réguler la vitesse de rotation d'une machine à vapeur. Il trouve son origine dans le  volant d'inertie, équipant les systèmes bielle-manivelle, et qui permet de réguler la vitesse et d'éviter les blocages liés à l'existence de deux points morts. Dans la même configuration, un dessin du carnet de l'ingénieur siennois Francesco di Giorgio Martini au XVe siècle montre clairement une roue en rotation sur laquelle sont fixées plusieurs boules à l'extrémité de cordes et qui agissent donc de façon proportionnelle à la vitesse de rotation, comme c'est précisément le cas pour le régulateur à boules de James Watt. 
Le régulateur à boules de James Watt, inventé  en 1788, a la réputation d'avoir été l'un des premiers mécanismes de rétroaction utilisés dans le domaine industriel. Les considérations de ces mécanismes d'un type nouveau donnèrent naissance plus tard à des réflexions comme la cybernétique et à des sciences comme l'automatique.

## Le problème
Il est important, pour ne pas détériorer les mécanismes de transmission mécanique, que la vitesse d'une machine à vapeur soit aussi constante que possible. Si quelques écarts sont admissibles pour l'entraînement d'une pompe de mine, des différences de vitesse du même ordre peuvent compromettre le fonctionnement d'une filature ou de métiers à tisser, dont la mécanique est délicate.

## Comment assurer la régulation?

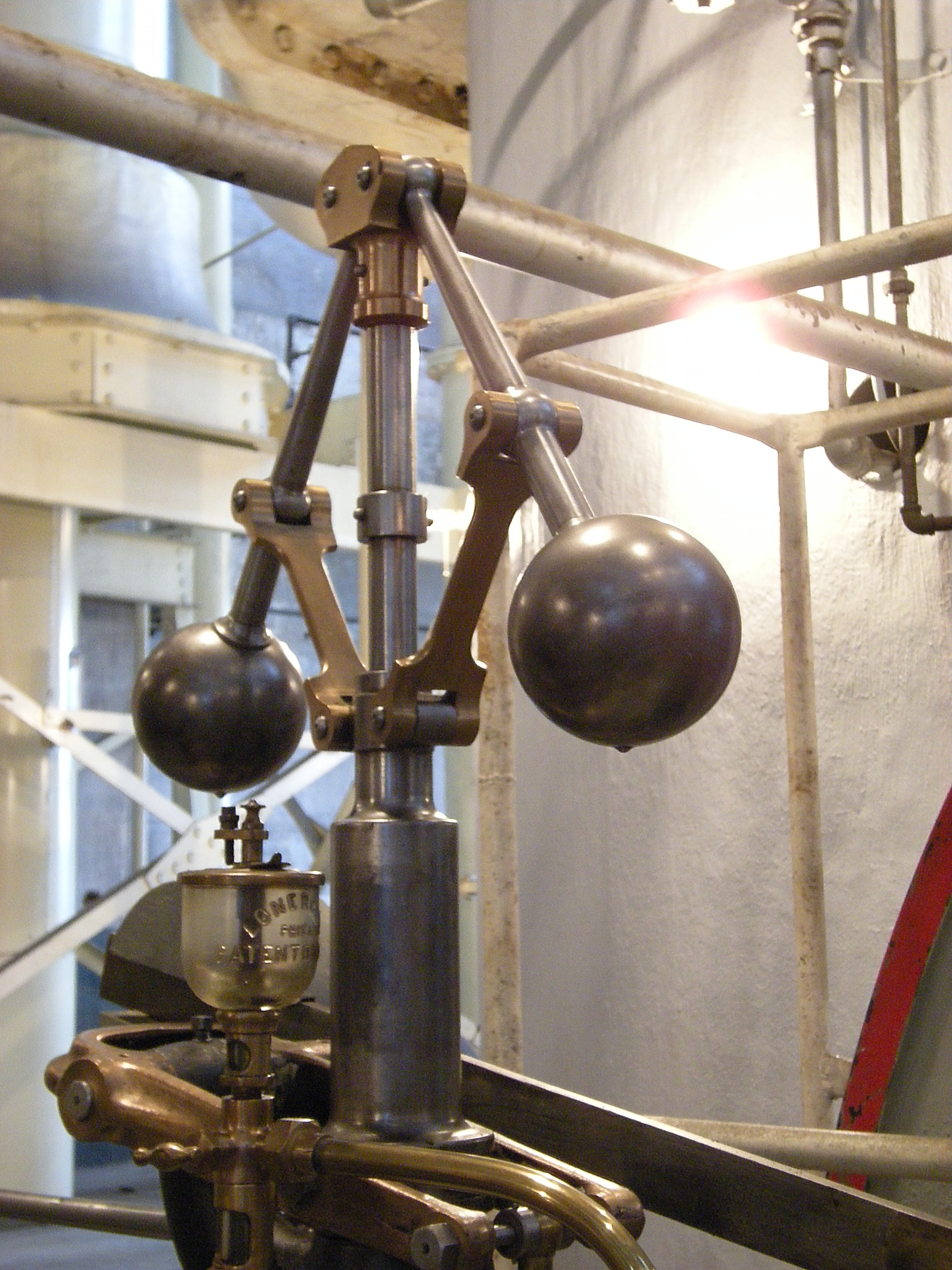
Régulateur à boules au Georgetown PowerPlant Museum à Seattle.

Deux boules sont situées aux extrémités d'un pantographe, comme le montre la photographie ci-dessus : plus l'axe tourne vite et plus les boules s'écartent, ce qui a pour effet de descendre la partie supérieure du pantographe. Celle-ci peut alors être utilisée pour commander la vanne d'admission de vapeur.
Si, à la suite d'une combustion plus forte ou d'une moindre utilisation de la puissance fournie, la vitesse de rotation augmente :
- les boules tournent plus vite ;
- elles s'écartent davantage de l'axe de rotation par effet centrifuge ;
- le haut du pantographe descend ;
- et l'admission de vapeur est diminuée — tendant donc à réduire cette même vitesse d'autant qu'il le faut pour revenir au point de consigne.

Si, inversement, à la suite d'un ralentissement de la combustion ou d'une charge supérieure de l'atelier cette vitesse diminue :
- les boules tournent moins vite ;
- elles se rapprochent en raison de leur poids et du fait que la force centrifuge diminue ;
- le haut du pantographe remonte ;
- et l'admission de vapeur est augmentée — tendant donc du même coup à augmenter cette vitesse autant qu'il le faut pour revenir sur le point de consigne.

## Application aux phonographes, instruments et jouets mécaniques
La vitesse de rotation des anciens phonographes, puis gramophones, était contrôlée par des régulateurs à patin, inspirés du pantographe tournant de Watt : 
La rotation est assurée au départ par un moteur à ressort, constitué d'un ruban métallique en spirale enroulé en force dans un grand boitier cylindrique, que l'opérateur tend en l'enroulant au maximum par l'intermédiaire d'une clé ou d'une manivelle. Celui-ci se détend progressivement à l'intérieur du cylindre, en multipliant la vitesse de la rotation du cylindre ou du plateau par un jeu d'engrenages. 
La vitesse de rotation est régulée au moyen d'un patin de feutre frottant sur un disque métallique, celui-ci limitant plus ou moins en fonction de sa hauteur, selon le réglage de la vitesse désirée, l'écartement de deux masselottes (remplaçant les deux boules), elles-mêmes fixées sur l'axe par deux lames de ressorts, et permettant de conserver une vitesse de rotation constante quelle que soit la tension du ressort du moteur.
Plus la vitesse de rotation est importante, plus les masselottes s'écartent de l'axe par force centrifuge. Si cette limitation en régulation n'existait pas, le ressort se détendrait le plus rapidement possible, amenant à une très grande vitesse le plateau.
En jouant sur la hauteur de ce disque métallique, on pouvait ajuster la vitesse du disque musical entre 70 et 120 tours par minute assez précisément, notamment celle de 78 tours, ou pour permettre éventuellement l'accompagnement sur un piano accordé à une hauteur légèrement différente, au prix d'une légère modification du tempo.
Ce même genre de régulateur de vitesse constante est(était) aussi utilisé pour les instruments de musique mécaniques tels que pour la rotation des picots des boites à musiques ou des pianos mécaniques, ainsi que pour faire fonctionner les jouets mécaniques de manière régulière.
Des systèmes proches, utilisant le freinage aérodynamique sont utilisés pour la sonnerie de certaines horloges qui possèdent des sonneries musicales. Dans les montres à répétition (qui sonnent les heures) dites "modernes", ce sont des régulateurs centrifuges à friction qui ont remplacé la solution "ancienne" constituée par la friction d'un rouage excentrique agissant comme frein car les solutions aérodynamiques ne fonctionnent pas sur de si petits volumes.